# Charles-Orland de France
Titre
Dauphin de Viennois
11 octobre 1492 – 16 décembre 1495
(3 ans, 2 mois et 5 jours)

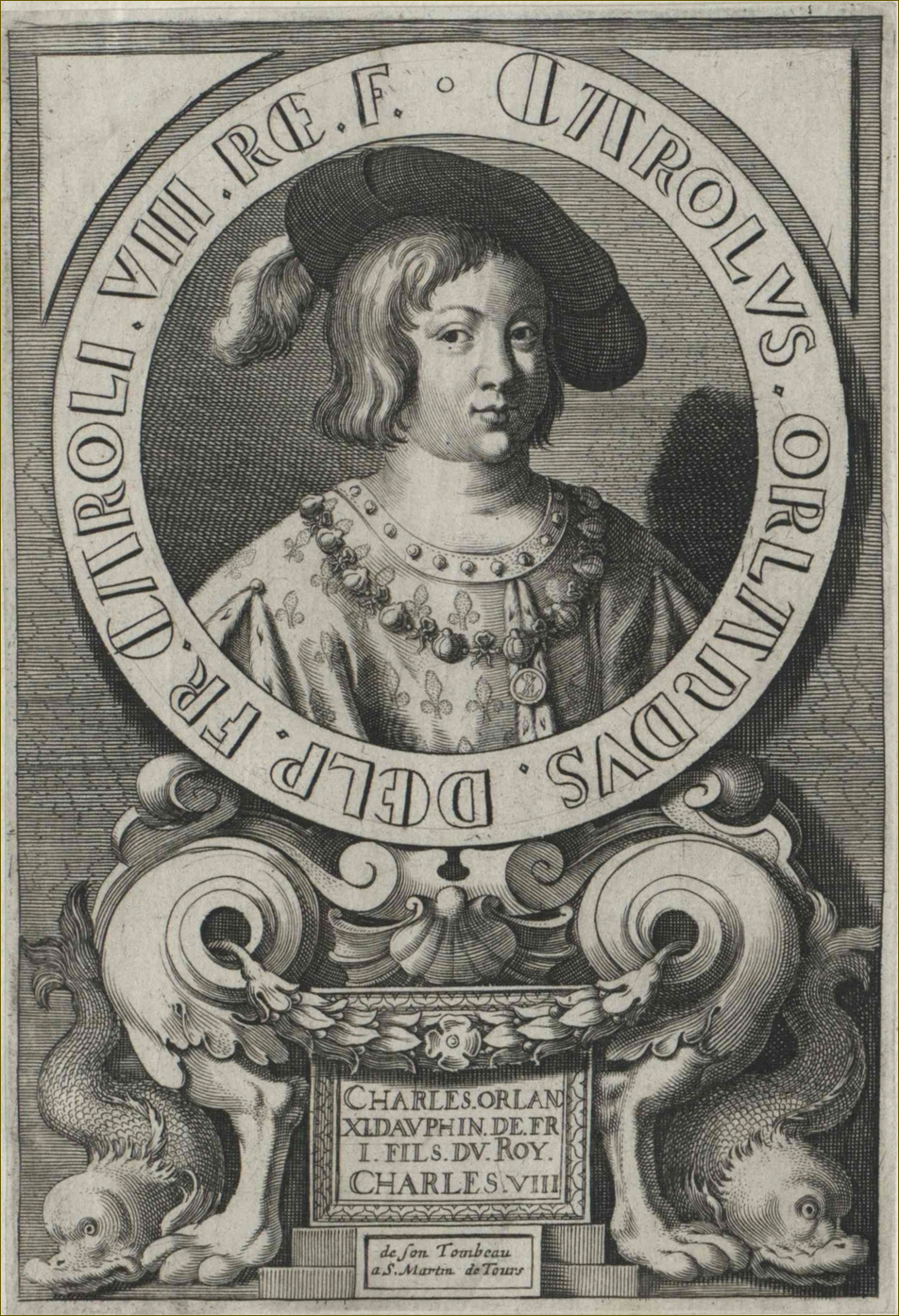
Gravure du dauphin.

Charles-Orland de France, né le 10 octobre 1492 au Plessis-lez-Tours et mort le 16 décembre 1495 à Amboise, est un dauphin de France, titre porté par le fils aîné du roi de France pour désigner l'héritier présomptif de la couronne.
Premier fils et héritier du roi Charles VIII de France et de la duchesse Anne de Bretagne, il est le 11e « dauphin de Viennois » depuis l'entrée dans le domaine royal des seigneuries du dauphin Humbert II de Viennois en 1349.
Baptisé le 13 octobre, sa marraine est la reine de Sicile Jeanne de Laval, veuve du roi René, ses parrains sont le duc Louis d'Orléans (futur Louis XII) et son oncle Pierre II de Bourbon, seigneur de Beaujeu. Ces derniers s'opposent aux souhaits des parents et de la marraine de donner « Orland » (forme francisée d'Orlando, Roland en italien) comme prénom au prince, préférant les prénoms royaux traditionnels comme Charles, Louis ou Philippe. Finalement un compromis est trouvé : le dauphin est nommé en français Charles-Orland et Orlandus Carolus en latin.
Malgré toutes les protections mises en place pour protéger leur unique héritier, le dauphin contracte la rougeole et meurt au château d'Amboise. Anne de Bretagne en perdra presque la raison.  Le duc d'Orléans redevient l'héritier présomptif du trône. Les autres enfants du couple royal meurent aussi en bas âge.

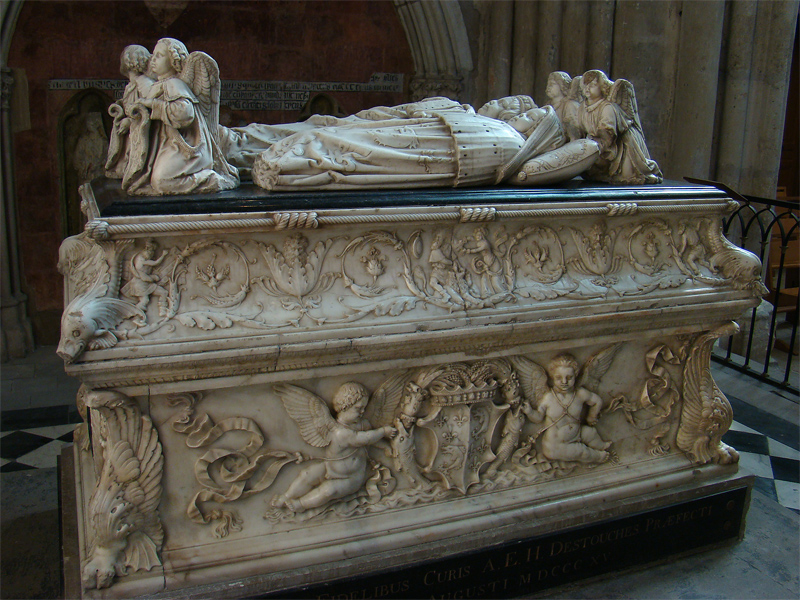
Tombeau de Charles-Orland et Charles, à la cathédrale Saint-Gatien de Tours.